# 新津乡
新津乡，是中华人民共和国重庆市云阳县下辖的一个乡镇级行政单位。

## 行政区划
新津乡下辖以下地区：
太胜村、作坊村、和平村、永河村、紫荆村、五间村、新津村和石松村。